# Ielizavétovka
Ielizavétovka (en rus: Елизаветовка) és un poble del krai de Primórie, a l'Extrem Orient de Rússia, que en el cens del 2010 tenia 111 habitants.